# Gottfried Hansen

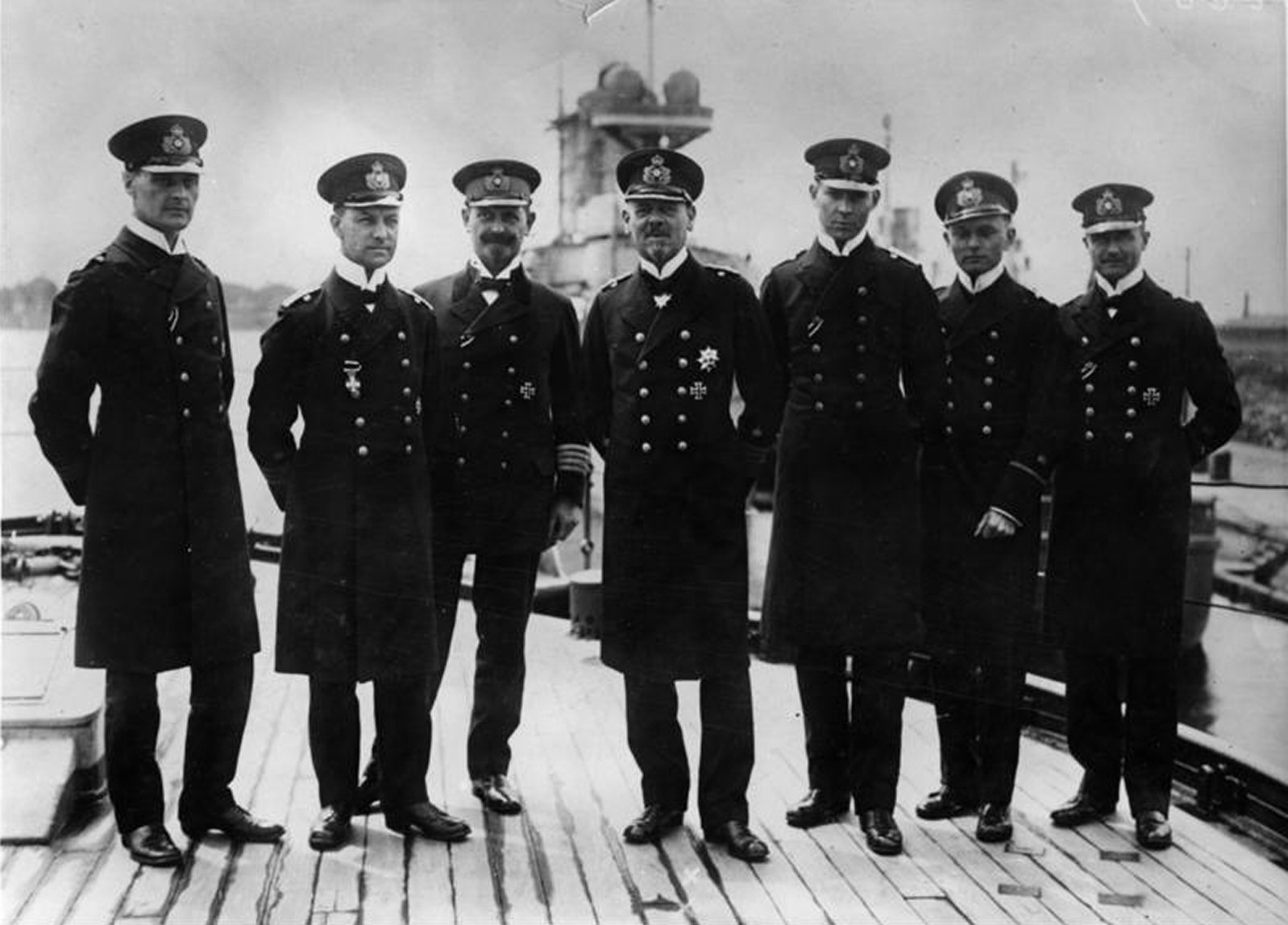
Gottfried Hansen (segundo por la derecha) en el estado mayor del vicealmirante Hipper (en medio), en 1916

Gottfried Hansen (* 8 de noviembre de 1881 en Rendsburg (Schleswig-Holstein); † 16 de julio de 1976 en Kiel) fue un almirante alemán, funcionario de la Asociación Alemana de Veteranos tras la Segunda Guerra Mundial.

## Vida
Hansen ingresó en 1898 en la Marina Imperial alemana como cadete. Al estallar la Primera Guerra Mundial era teniente de fragata y primer oficial de Artillería en el navío de línea SMS Schleswig-Holstein; y como segundo oficial de estado mayor del almirante Hipper tomó parte en 1916 en la Batalla de Jutlandia. Sus méritos de guerra le valieron ser condecorado con las dos clases de la Cruz de Hierro, la Cruz de Caballero de la Orden de la Casa Real de Hohenzollern con Espadas, la Cruz de Caballero de 1.ª Clase de la Orden de Alberto y la Cruz Austriaca del Mérito Militar de 3.ª Clase con Condecoración de Guerra.
Tras el fin de la guerra, siguió siendo oficial de la Armada, pero en la Administración en tierra, hasta que en 1926 se le asignara el mando de los navíos de línea Schleswig-Holstein y Braunschweig sucesivamente. Después fue Inspector de la Artillería de Marina y al ascender en 1928 a contraalmirante fue jefe de la Estación Naval del Báltico, en Kiel. Después de ascender en 1930 a vicealmirante, el 30 de septiembre de 1932 fue jubilado con el título honorífico de almirante.
Desde 1938 y hasta que por razón de la guerra se suspendió en 1944, editó por cuenta de la Armada el anuario Nauticus: Jahrbuch für Deutschlands Seeinteressen.
El 24 de mayo de 1939 Hansen fue reactivado y puesto a disposición de la Kriegsmarine. Del 17 de noviembre de 1941 al 30 de junio de 1943 fue jefe del Departamento de Enseñanza de Aviación en el Estado Mayor Supremo de la Armada (OKM) y el 1 de septiembre de 1942 fue ascendido a almirante.
Tras la Segunda Guerra Mundial, y a pesar de que seguía vigente la prohibición aliada, comenzó la fundación de una asociación de antiguos soldados, mediante un grupo informal llamado "Círculo de Hansen"
. Al suspenderse la prohibición en 1949, fue presidente fundador de la Asociación de Antiguos Militares con Derecho a Manutención. Desde ese puesto, intervino activamente para desplazar o minimizar la valoración de los crímenes cometidos durante el Nacionalsocialismo, dirigiendo ya desde 1950 varios informes al Gobierno y el Parlamento para pedir que "se reconociera la limpieza de las Fuerzas Armadas alemanas" y su carácter apolítico, así como una amnistía general para los miembros de la Wehrmacht condenados como "presuntos criminales de guerra". Al mismo tiempo, defendió a los opositores que llevaron a cabo el atentado del 20 de julio de 1944, frente a la acusación de traidores, entonces muy extendida entre los militares profesionales. Entre 1951 y 1956 fue presidente de la Asociación de Soldados Alemanes.
En 1961 se le otorgó a Hansen la Gran Cruz de Méritos de la República Federal con Estrella. Fue enterrado en una tumba de honor en el cementerio de Kiel-Norte.